# Бибиков, Виктор Сергеевич
Виктор Сергеевич Бибиков (1903—1973) — советский художник-график, гравёр-ксилограф, мастер цветной линогравюры. Член Союза художников СССР (1932), Заслуженный деятель искусств РСФСР (1955).

## Биография
Родился 31 октября 1903 года[по какому календарю?] в селе Душоново Богородского уезда Московской губернии.
Первоначально учился в Художественной школе при типолитографии товарищества И. Д. Сытина, под руководством И. Н. Павлова и С. В. Герасимова. Большое влияние на его творческое развитие оказал Н. А. Шевердяев.
С 1920 по 1925 год служил в Красной армии, после демобилизации поступил на художественные курсы Ассоциации художников революции (АХР) и окончил их в 1928 году (педагоги И. И. Машков и С. М. Карпов); до 1930 года изучал ксилографию у И. Н. Павлова.
С 1930 года активный участник художественных выставок. Участвовал в художественных объединениях ОМАХР (Объединение молодёжи ассоциации художников революции) и АХР, в том числе юбилейной, посвящённой пятнадцатилетию Рабоче-Крестьянской Красной армии (1933).
Участвовал в Великой Отечественной войне, был награждён медалью «За победу над Германией в Великой Отечественной войне 1941-1945 гг.» и другими медалями СССР.
Значительной зрелости его реалистическое мастерство достигло в годы Великой Отечественной войны и в последующий период. В эти годы он создал большую серию «Северный военный флот в Великой Отечественной войне» (1941—1944). Им были созданы линогравюры: «Москва 1942. На Арбате» (1943) и «Москва 1943. Салют», изображающие военную Москву, а также военно-исторические серии «Адмирал Ушаков» (1945—1946), «Корабли-герои» (1948) и цикл линогравюр «Севастополь сегодня» (1949).
С 1949 по 1963 год работал в Студии военных художников имени М. Б. Грекова. Им была создана графическая серия «Революционные корабли русского флота», серия гравюр «Города-герои».
Произведения В. С. Бибикова находятся в Государственной Третьяковской галерее, Государственном Русском музее, Нижегородском художественном музее и частных коллекциях России и зарубежья.
Умер в 1973 году. Похоронен на Введенском кладбище (уч. 11).